# Lake Poinsett (Dakota del Sur)
Lake Poinsett es un lugar designado por el censo ubicado en el condado de Hamlin en el estado estadounidense de Dakota del Sur. En el Censo de 2010 tenía una población de 493 habitantes y una densidad poblacional de 10,71 personas por km².

## Geografía
Lake Poinsett se encuentra ubicado en las coordenadas 44°34′21″N 97°6′30″O / 44.57250, -97.10833. Según la Oficina del Censo de los Estados Unidos, Lake Poinsett tiene una superficie total de 46.01 km², de la cual 13.49 km² corresponden a tierra firme y (70.67%) 32.52 km² es agua.

## Demografía
Según el censo de 2010, había 493 personas residiendo en Lake Poinsett. La densidad de población era de 10,71 hab./km². De los 493 habitantes, Lake Poinsett estaba compuesto por el 98.78% blancos, el 0% eran afroamericanos, el 0.2% eran amerindios, el 0.61% eran asiáticos, el 0% eran isleños del Pacífico, el 0% eran de otras razas y el 0.41% pertenecían a dos o más razas. Del total de la población el 0.41% eran hispanos o latinos de cualquier raza.